# 우르샤 보가타이
우르샤 보가타이(슬로베니아어: Urša Bogataj, 1995년 3월 7일~)는 슬로베니아의 스키점프 선수이다. 2022년 동계 올림픽에서 개인전과 혼성 단체전 금메달을 획득하였다.